# Ángel Sauce
Ángel Sauce (* 2. August 1911 in Caracas; † 26. Dezember 1995 ebenda) war ein venezolanischer Geiger, Dirigent, Chorleiter und Komponist.

## Leben
Sauce studierte an der Academia de Música y Declamación bei José Lorenzo Llamozas, Vicente Emilio Sojo und Manuel Leoncio Rodríguez und graduierte 1944 als erster Absolvent der Musikakademie als maestro compositor. 1944–45 absolvierte er ein Postgraduiertenstudium in den Fächern Komposition, Chor- und Orchesterleitung an der Columbia University in New York.
Bereits 1930 war Sauce als Geiger Gründungsmitglied des Orquesta Sinfónica Venezuela, dessen Dirigent er von 1937 bis 1959 war. 1943 gründete er einen Chor aus einhundert Mitarbeitern des Arbeitsministeriums, der im gleichen Jahr als Coral Juan Manuel Olivares (später Coral Venezuela) auftrat. Weiterhin gründete er u. a. die Chöre der Electricidad de Caracas und der Universidad Católica Andrés Bello, den Coro de Latinos in New York (1945) und den Orfeón de invidentes del Instituto Venezolano de Ciegos sowie das Kammerorchester des Instituto Nacional de Cultura y Bellas Artes (INCIBA), die Kapelle und das Sinfonieorchester der venezolanischen Streitkräfte und das Orquesta Nacional Juvenil de Venezuela.
Mit dem Orquesta Sinfonica und dem Coral Venezuela brachte Sauce in den 1950er Jahren viele bedeutende chorsinfonische Werke zur Erstaufführung in Venezuela, darunter Beethovens Missa solemnis und Neunte Sinfonie, Igor Strawinskys Psalmensinfonie, José Ángel Lamas’ Misa en re und Evencio Castellanos’ El Tirano Aguirre. 
Mit seiner Frau Adda Elena Alvarado de Sauce leitete Sauce mehr als dreißig Jahre das Conservatorio Nacional de Música Juan José Landaeta. Er gründete auch hier einen Chor, unterrichtete Komposition und richtete den ersten Lehrstuhl Venezuelas für elektroakustische Musik ein. Für die Kantate Jehová Reina für Orchester, Chor und Solisten erhielt er 1948 den Premio Nacional de Música, für das Ballett Cecilia Mujica 1957 den Premio Vicente Emilio Sojo. Für sein Lebenswerk wurde er 1982 erneut mit dem Premio Nacional de Música ausgezeichnet.

## Werke
- Concierto para violín y orquesta
- Obertura sinfónica
- Jehová Reina, für Orchester, Chor und Solisten
- Cecilia Mujica, Ballett
- Romance del rey Miguel, Ballett
- Sonata para violín y piano
- Canto de libertad für Orchester, Chor und Solisten